# Ringe (Danimarca)
Ringe è un centro abitato della Danimarca situato nella regione della Danimarca Meridionale (Syddanmark), si trova sull'isola di Fionia nel comune di Faaborg-Midtfyn.

## Geografia fisica
Ringe si trova nella parte centrale dell'isola di Fionia più o meno a metà strada tra Odense e Svendborg. Il centro abitato è attraversato da nord a sud sia dalla linea ferroviaria sia dall'autostrada che collega le due città.